# Ice Cube Curling Center
Das Ice Cube Curling Center ist eine Eissporthalle in der russischen Stadt Sotschi. Sie wurde für die Olympischen Winterspiele 2014 errichtet. Die 3.000 Zuschauer fassende Halle wurde 2012 eröffnet.
Es wurden die Curling-Wettbewerbe der Olympischen Winterspiele 2014 sowie das Rollstuhlcurling der Winter-Paralympics 2014 ausgetragen. Die Halle ist mobil und kann problemlos abgebaut und an anderer Stelle wieder aufgebaut werden.